# Черногорово (област Пазарджик)
 За другото българско село с име Черногорово вижте Черногорово (Област Хасково).  
Черногòрово е село в Южна България. То се намира в община Пазарджик, област Пазарджик.

## География
Намира се на 12 километра от Пазарджик. Съседни села са: Пищигово, Мало Конаре, Тополи Дол, Овчеполци. Намира се на 37 километра от Пловдив. Характерни за селото са „Овчите хълмове“ и реката, преминаваща през него – Луда Яна. Северна ширина:42°17'6". Южна дължина:24°25'12".

## История
Има над 700-годишна история, като никога не е променяло името си. Според проф. Иван Батаклиев, първозаселниците идват от Черна гора, откъдето и селото носи името си. До днес в диалекта на местните жители се наблюдават думи, несрещани в българския език. Според друго тълкование, името на селото произлиза от обстоятелството, че се е намирало между „гъста“, „черна гора“.
Мястото е заселено още от древни времена – епохата на траките. В района има четири могили, сочещи, че там е имало старо тракийско селище.
За обитаването му през средновековието сочат следните паметници: черквицата „Св. Георги“ на 1.5 км. Източно от днешното село е и „Св. Илия“ – на Овчите хълмове на границата с Овчеполци и оброчищата „Св. Тодор“ при тракийската могила в западната част на Черногорово – което се нарича Манастира, а махалата на селото „Манастир махала“ и „Св. Трифон“ на около 500 метра северозападно от селото.
Селото се разделя на пет махали: Долна – южна „Бъзеняк махала“, Горна „Куковска махала“ или „Манастир махала“ в северозападната част на селото, „Гьол махала“ в средата на селото и „Будьовска махала“ – в североизточната част на селото и на югоизток – „Мишовска махала“. Към 1850 г. в черковния двор била построена сграда за училище. През 1912 година до черквата е построена модерна училищна сграда – най-напред за начално училище, а по-късно и за прогимназия. През 1938 г. в южния край на селото е построена още по-голяма училищна сграда, в която през 1958 г. е открита гимназия „Асен Златаров“ (по-късно Селскостопански техникум), а до 1967 г. функционира в продължение на няколко години като професионално техническо училище по селско стопанство. Понастоящем е прогимназия.
По време на римската империя източно от селото, в землището на местността „Гъскарката“ и северно от нея, е била разположена голяма римска пътна станция, следи от която се намират и днес в това землище (съществуват запазени останки от огромен зид с широчина около 1,5 метра, който е опасвал станцията, намират се също така предмети на бита като огромни делви, амфори и монети). Както е известно римляните изграждали подобни станции на 15 – 20 римски мили една от друга, разположени по цялата пътна инфраструктура, създадена с цел най-бързото придвижване както на римските легиони, така и за бързото придвижване на пощенските пратки, а и на търговците. Някои от тях служели само за смяната на впрегатните животни. Други обаче имали статут на села. Там работел персонал от 8 – 10 служители, чиито началник имал право на 6 дни домашен годишен отпуск. Впрегатният добитък достигал до 40 – 50 бройки. На служба се водели коняри, ковачи, охрана, роби, данъчни служители. Били изградени помещения (таверни) за храна и пренощуване, бани за къпане, обори за животните и складове за временно съхранение на стоките. Персоналът разполагал с отделни помещения за всекидневния бит, както и земя за обработване. Край големите пътни станции се събирали и определени мита и налози. Често край такива съоръжения се организирали годишни панаири или постоянни тържища. Има предание, че точно около тази станция е и най-старото поселище на предците на днешните жители на с. Черногорово, живеели заедно с предците на съседното с. Пищигово. Разделянето е станало след голяма чумна епидемия, когато за да се спасят от ужасната пандемия, населението решава да се раздели на две части, едната се спуска на изток – към по ниските места край левия бряг на река Луда Яна, където сега е разположено с. Пищигово, другата част от населението се придвижва на запад – в подножието на „Овчите хълмове“ в района на сегашната „Гьол махала“ на селото. В този район е имало много гъсти гори, съставени основно от бук и дъб, затова тази местност е била наричана „Черната гора“, от където идва и самото име на новообразуваното поселище.
По време на османското владичество черногоровци са главно чифчии (земеделци), обработващи собствените си земи или ратайствуват на селските чорбаджии или на богати турски бейове. Около селото са били разположени три турски села – Алийково, Ферезлии и Ерелии. По време на Руско-турската освободителна война 1877 г. – 1878 г. турското население на тези три села се изтегля заедно с отстъпващите османски войски и селата са изоставени, опожарени и заличени. Васил Левски при втората си обиколка на страната посещава и с. Черногорово, като основава в къщата на поп Тодор Куков „Таен революционен комитет“, в който се включват по-будните черногоровци. Селото има и свой представител на Първото велико народно събрание в местността „Оборище“, а именно това е споменатия вече отец Тодор Куков, името на когото е изписано и на паметника в местността Оборище, увековечаващ това велико събитие в българската история. 
По време на войните за обединението на България мъжкото население на селото масово е мобилизирано и участва в бойните действия и в редица сражения в състава на 27-и пехотен „Чепински“ полк. В антифашисткото движение 1941 г. – 1944 г. от с. Черногорово излизат и се включват в антифашистката борба 22 партизани, от които двама са убити и има също пет политзатворници. В памет на загиналите антифашисти от селото и участниците във войните в центъра на селото през 1959 г. е построен паметник.

## Религии
Основна религия е християнството.
Строежът на черквата „Свети Харалампий“ е започнат през 1848 г. на мястото на старата дървена черква, и завършва през 1850 г. Размерите на храма са: 23 метра – дължина и 11 метра – ширина. Била е вкопана в земята 1,50 метра, но след Освобождението през 1884 година черногоровският свещеник Атанас я насипва почти наравно с нивото на прилежащия терен и повдига и стените, за да добие сегашния си вид. Църквата е с един престол. Няма данни за освещаването ѝ.
Камбанарията по онова време е била на една черница в близост до църковната къща. След Чирпанското земетресение през 1928 година, засегнало и село Черногорово, църквата е опаянтена със силни железни скоби. На следващата година отец Григорий Минчев се заел да построи сегашната внушителна по вид и размери камбанария. Иконите са от 1859 година и са великолепно запазени. Дверите са дърворезба от дебърската школа – подарък от братя Милуш Телбизови. Иконостасът е таблен. Свещниците са каменни и масивни с височина 1,50 метра – дарени от Бозеви баща и син. Няма сведения за иконописците и автора на стенописа. Първият свещеник е Поп Георги Дечев родом от село Черногорово, погребан зад олтара в източната му част.

## Културни и природни забележителности
Народно читалище „Христо Ботев – 1928“ в центъра на селото. Черногоровци по език, носия и бит принадлежат към източното полско население в Пазарджишко.
През 1928 година е основано Народно читалище „Христо Ботев – 1928“. В периода 1958 – 1960 г. е построен читалищен дом с библиотека, читалня, театрален салон и кино, който тържествено е открит на 12 ноември 1961 година.

## Личности
Родени в Черногорово:
- Тодор Куков (1845 – 1898), български духовник и революционер
- Стефан Костадинов Пилафов - Борю (1925 - 1944), български партизанин

## Редовни събития
Всяка година на 10 февруари (Св. Харалампий) се провежда събор.
На този ден населението на селото и то предимно жени отиват на черква, която носи името на „Св. Харалампий“. В черквата се отслужва литургия и водосвет за здраве на жителите и гостите на селото. В миналото от близките села са идвали и каруци, болни и са оставали да приспиват в черквата, която носи името на светеца – и сега все още идват на този ден от различни близки села хора, които вярват в силата на този светец. По традиция на този ден има сергии, народна музика, конни състезания, народни борби и се играе хоро.
Северно от с. Черногорово в местността „Бозалъка“ се намира уникално летище (бивше на военните), на което от над 30 години се провеждат национални и международни състезания по авиомоделизъм за свободнолетящи авиомодели (free flight) През 2008 г. на това летище е проведено най-голямото в историята Европейско първенство за свободнолетящи авиомодели, на което са взели участие 30 страни и 220 състезатели.